# 埃斯塔西翁森特拉爾
埃斯塔西翁森特拉爾（西班牙語：Estación Central），是智利的城鎮，位於該國中部聖地亞哥首都大區的聖地亞哥省，始建於1985年2月1日，面積15平方公里，2012年人口119,292人，人口密度每平方公里8,601.56人。

33°28′S 70°42′W / 33.467°S 70.700°W